# Бобовище (Псковська область)
Бобовище (рос. Бобовище) — присілок в Струго-Красненському районі Псковської області Російської Федерації.
Населення становить 9 осіб. Входить до складу муніципального утворення Мар'їнська волость.

## Історія
Від 2015 року входить до складу муніципального утворення Мар'їнська волость.

## Населення
| 2001 | 2002 | 2010 | 2011 |
| ---- | ---- | ---- | ---- |
| 9    | ↗12  | ↘5   | ↗9   |